# کاساکو
کاساکو (به ایتالیایی: Cassacco) یک کومونه در ایتالیا است که در استان اودینه واقع شده‌است.

## خصوصیات
کاساکو ۱۱٫۶ کیلومترمربع مساحت و ۲٬۸۸۰ نفر جمعیت دارد.

## خواهرخوانده
شهر Glanegg خواهرخواندهٔ کاساکو هست.